# پروپارژیل الکل
پروپارژیل الکل (به انگلیسی: Propargyl alcohol) یا ۲-پروپین-۱-ال، یک ترکیب آلی با فرمول شیمیایی C3H4O است. این ماده ساده‌ترین الکل پایدار است که حاوی یک گروه عاملی آلکین است. پروپارژیل الکل مایعی با گرانروی بالا و بی‌رنگ است که با آب و بیشتر حلال‌های آلی قطبی قابل امتزاج است.